# Kahnbauch
Als Kahnbauch (englisch Boat-shaped abdomen oder Scaphoid abdomen) wird ein eingesunkenes Abdomen bezeichnet. Im Bezug zur Bauchdecke sind die knöchernen Strukturen von Brustkorb und Becken dann prominent. Ursächlich können ein Krampf der Bauchmuskulatur, oder aber einfach eine mangelnde Füllung des Bauchraumes sein. Typisch ist dies als Symptom bei länger bestehender Meningitis, Cholera oder einer Bleivergiftung. Bei Neugeborenen kann das Symptom auf eine angeborene Zwerchfellhernie hinweisen, bei Kindern mit Brechdurchfall auf eine zunehmende Dehydrierung.